# چونگ سانگ-هیون
چونگ سانگ-هیون (انگلیسی: Chung Sang-hyun؛ زادهٔ ۱۷ ژانویهٔ ۱۹۶۳) بازیکن هاکی روی چمن اهل کره جنوبی بود.
از افتخارات او میتوان به کسب مدال نقره در بازی‌های المپیک تابستانی ۱۹۸۸ اشاره کرد.